# Habitatge al carrer de la Font, 7 (Almoster)
L'Habitatge al carrer de la Font, 7 és una obra d'Almoster (Baix Camp) protegida com a Bé Cultural d'Interès Local.

## Descripció
Edifici situat a la cantonada entre el carrer de la Font i el carrer del Quarter del Sud. Es tracta d'una construcció que ha sofert modificacions al llarg dels segles, la més notòria probablement del segle xx. Destaca, però, la portalada d'arc rebaixat i adovellat. Tot i presentar-se repintat, es veu la inscripció de la data en relleu de la dovella clau, emmarcada dins una forma lobulada: "17...".